# Berberodes trilinea
Berberodes trilinea là một loài bướm đêm trong họ Geometridae.